# WELL
Whole Earth 'Lectronic Link（通称:The WELL）とは世界的な仮想共同体のひとつ。
運営され続けている仮想共同体の中で最古の部類に入る。2012年6月時点で会員数は2,693人。インターネットコミュニティとしてよく知られるものの、電子メール、シェルアカウント、ウェブページサービスも提供している。WELLのディスカッションやトピックスではユーザーの性格や興味に基づくことから些細なことから非常に重大なことまで扱われる範囲は広い。

## 歴史
WELLは1985年にスチュアート・ブランドとラリー・ブリリアントによって創設され、名前はWhole Earth Catalogを含むブランドの初期プロジェクトを部分的ながら参考にしたものである。当初はダイヤルアップ接続でアクセスする電子掲示板(BBS)として始めており、初めて商業トラフィックが可能になった1990年代初期における最初のダイヤルアップISPの1つとなり、インターネットやウェブ技術が進化するに従い現在の形になった。マシュー・マクルーアが結成した最初のオリジナル運営チームにはクリフ・フィガロとジョン・コートが早期に加わり、初期ユーザーとの協働作業で仮想共同体の概念を育てていった。1994年から1999年までWELLを管理していたのはウォーキングシューズメーカーのロックポート社設立者であるブルース・カッツで、1999年以降管理していたのがSalon.comで、スコット・ローゼンバーグといった創設者の一部は過去、WELLに定期的に参加していた。1991年、フィガロに雇われたゲイル・アン・ウィリアムズは現在に至るまで管理を続けている。
WELLの歴史で特筆されるのは後に電子フロンティア財団を設立するジョン・ペリー・バーロウ、ジョン・ギルモア、ミッチ・ケイパーが最初に集った場所がWELLのフォーラムだったことや、初期から積極的に参加していたハワード・ラインゴールドはWELLで得た経験を元に『The Virtual Community（邦訳：『バーチャル・コミュニティ -コンピューター・ネットワークが創る新しい社会』）』を執筆したこと、1980年代終わりから1990年代初期にかけてグレイトフル・デッドのファン、特にコンサートの追っかけにとってメジャーなオンラインミーティングの場ともなったことや、ケビン・ミトニックへの追求と逮捕を描いた小説『テイクダウン』にWELLが登場したことである。
本拠地は創設時点でカリフォルニア州サウサリートだったが、現在はサンフランシスコにある。
2005年8月、サロン・メディア・グループは他事業に集中するためWELLの売却を模索していることを発表した。2006年11月、WELLはプレスリリースにて「サロンは最適な買収者を見つけられなかったものの現在企業の最善利益としてWELL売却の模索を一切中断し事業を維持することを決定した。」と述べた。
2012年6月、サロンは再度WELLの売却を模索するが加入者に金融的な約束を負わせないことを発表した上、ドメイン名well.comの購入に興味を示す団体との協議に入ったことや5月末までに残っていたWELLのスタッフを解雇したことも合わせて発表した。コミュニティはWELL自体と重要なスタッフを再雇用するために資金を集めたことで、同年9月、サロンはWELLを登録メンバーの集団に売却した。

## ディスカッションのトピックス
WELLはカンファレンスと呼ばれる一般的な主題分野に分けられている。カンファレンスはメンバーの関心が反映される上、芸術、健康、ビジネス、地域、趣味、スピリチュアル、音楽、政治、ゲーム、ソフトウェアと多岐にわたる。
カンファレンス内ではメンバーはトピックスと呼ばれる別々の会話スレッドを興味のある特定の話題に基づいて新設することが出来る。例として、メディアに関するカンファレンスではニューヨーク・タイムズ、メディア倫理、コミック・ストリップ作品であるルアンそれぞれ専門的に扱ったトピックス、ローカル的なカンファレンスの例としてサンフランシスコにおけるレストラン、市政、近所で起きたニュースを扱ったトピックスがある。
カンファレンスにも「ulist」と呼ばれるカンファレンスホストが利用可能メンバーを制限できる「プライベート」と全メンバーが閲覧できる「パブリックカンファレンス」がある上、いくつかの「フィーチャープライベート(featured private)」や「プライベートインディペンデント(private independent)」のカンファレンス（例として「Women on the WELL」や「Recovery」）はWELLのディレクトリに列挙されているが、アクセスに関してはプライバシーやメンバー制限の理由で限られている。ただ、メンバーはこれらのカンファレンスにアクセスできる権利を申請することは可能である。その他にも一覧には無い数多くの「シークレットプライベート」カンファレンスも存在する。これらのカンファレンスの名前は公に公開されているが、内容、ホスト、参加メンバーについては特定のカンファレンスメンバーによって公開が制限されている。プライベートカンファレンスのメンバーは招待されることで加わることができる。メンバーは自身のパブリックやプライベートインディペンデントカンファレンスを作成することが可能。

## 方針と管理
WELLの管理者にはザ・ファームと呼ばれる1970年代のコミュニティのベテランだったマシュー・マクルーアとクリフ・フィガロが務めており。1998年よりプルトニウム・プレイヤーズという政治風刺グループの代表のひとりとして知られていたゲイル・アン・ウィリアムズが管理者に加わっている。協働作業において、カウンターポイントと不敬はWELLのコミュニティでリスペクトのある価値とされ、20年以上の間、普通でない管理者達によって育まれている。
カンファレンスはやり取りの指導や礼儀、適切性に基づくカンファレンス規則を実施することが出来る「カンファレンスホスト」によって管理されている。初期の全ホストは社員によって選定されていた。1995年、ゲイル・アン・ウィリアムズが規約を改正しメンバーがフォーラムを作成できるようになった。完全メンバーレベルでの参加者は任意のテーマに基づき、ローカルルールも自由に設定できる「独立した」個人カンファレンス（WELLのメンバーが閲覧可能か制限されたメンバーリストで列挙されているメンバーがプライベート閲覧できるか設定できる）を開設することができる。
カンファレンスサービスの全面的なサポートと指導は数人の社員によって処理されており、UNIXにおいてカンファレンスのメンテナンススタッフが使用するユーザーアカウントにちなんで度々「コンフチーム」と称されており、カンファレンスホストより上位のシステム管理能力を持っていて、「フィーチャーカンファレンス」ホストの選定や（まれであるが）問題行為を起こすアカウントを締め出す権利を持っている。
WELLのメンバーはメッセージと名前欄に投稿するときに一貫性のあるログインユーザー名を使用する。名前欄（WELLの用語で「pseud」）は既定ではユーザーの本名になるが、度々他ユーザーからの引用を反映する形や冗談の形など自由に変更するか空白にすることができる。ユーザーの実名は容易にログイン名から調べられることからWELLのメンバーは匿名ではない。
昔から二通りの意味を持つWELLのスローガン「You Own Your Own Words」（YOYOW）はスチュワート・ブランドが作り出したものでありメンバーは自身の言葉を投稿する権利とその言葉に対する責任を意味している（メンバーはいつでも自身の投稿を削除できるが、投稿の場所と投稿者、落書き投稿だけでなく落書きした人はプレースホルダとして残る。）。

## 加入と閲覧
WELLのメンバーはほとんどの人が可能だが、有料サブスクリプションと実名が求められる。WELL上のほとんどの投稿はメンバーしか読むことが出来ない。ただ、いくつかの外部メンバーウェブサイトかいくつかの一般公開カンファレンスのように閲覧可能なのもある:
- inkwell.vue - ニール・ゲイマン、ブルース・スターリング、ファライ・チデヤ（英語版）といったアーティスト、ジャーナリスト、作家とオンラインで会話をするインタビューカンファレンス
- pre.vue - WELLメンバーによるあらゆる分野の面白いニュースのキャッチオール
- deadsongs.vue - グレイトフル・デッドの歌詞を議論するカンファレンス

フォーラムは普通のブラウザかSecure Shell経由のコマンドラインUNIXシステムにログインするか、PicoSpanというクラシックなテキストベースインターフェイスを使用するかで読むことができる。

## The WELL上のジャーナリスト
The WELLは1980年代から90年代にかけて頻繁にメディアに取り上げられているが、おそらく他のオンラインシステムと比べてユーザー数が偏っていたことによるものと思われる。他のオンラインコミュニティが一般化するにつれ近年ユーザー数は減少したが未だに消滅していない。この初期のビジビリティはと興味を持っているジャーナリストやメディアの選抜した人物に無料でアカウントを提供するという初期の方針による結果で、多くのジャーナリストがオンラインシステムを初体験することになり、インターネットや他のシステムが存在していたのにもかかわらずこのような結果になった。現在アカウントがジャーナリストにほとんど無料提供することはないが、未だにWELL上で存在感を発揮しており、例としてサンフランシスコ・クロニクル在籍コラムニストのジョン・キャロル、ジ・インクワイアのウェンディ・グロスマン、LAシティビート在籍批評家のアンディ・クラインがWELL上で活動している。
また1980年代から90年代にかけて複数の受賞歴があり、1998年のウェビー賞でオンラインコミュニティ賞を、1994年にEFF Pioneer Awardをそれぞれ受賞している。

## 事件
2007年3月、WELLはケビン・ミトニックの会員登録を拒否したことや彼からの会費を払い戻したことで注目を集めた。

## The WELLを扱った書籍
- Howard Rheingold, The Virtual Community

(1994) Perennial ISBN 0-06-097643-8 (Hardcover) — ISBN 0-262-68121-8 (2000 revised paperback edition)
- John Seabrook（英語版）, Deeper: My Two-Year Odyssey in Cyberspace（邦訳：愛しのネット狂 －ぼくがネットにはまった理由－）

(1997) Simon & Schuster ISBN 0-684-80175-2 (Hardcover) — ISBN 0-684-83873-7 (Paperback)
- Katie Hafner（英語版）, The WELL: A Story of Love, Death and Real Life in the Seminal Online Community

(2001) Carroll & Graf Publishers ISBN 0-7867-0846-8
Katie Hafner's book, expanded from a Wired Magazine article, chronicles the odd birth, growing pains, and interpersonal dynamics that make The WELL the unusual, perhaps unique, online community that it is.
- Fred Turner, From Counterculture to Cyberculture: Stewart Brand, the Whole Earth Network, and the Rise of Digital Utopianism

(2006) University of Chicago Press ISBN 0-226-81741-5
"Where the Counterculture met the New Economy: The WELL and the Origins of Virtual Community", Technology and Culture, Vol.46, No.3 (July, 2005), pp. 485–512.
- Roy Ascott（英語版） and Carl Eugene Loeffler, Guest Editors, Connectivity: Art and Interactive Telecommunications, Leonardo 24:2, 1991. Includes documentation of early artworks on ArtCom Electronic Network, a WELL Conference and archive started in 1986 by Carl Loeffler and Fred Truck（ArtCom Electronic Networkによる初期のアートワークのドキュメントとカール・ローフラーとフレッド・トラックによる1986年からのWELLカンファレンスのアーカイブ）. Artworks created or published on ACEN on the WELL included John Cage, (The First Meeting of the Satie Society) Judy Malloy（英語版）, (Uncle Roger, Bad Information, Thirty Minutes in the Late Afternoon) Jim Rosenberg,(Diagram Series) and Sonya Rapoport. (Digital Mudra Online) Connectivity: Art and Interactive Telecommunications includes papers about art on the WELL by Ron Buck, ("Poetry Online") Carl Loeffler, ("Modem Dialing Out") Anna Couey, ("Art Works as Organic Communications Systems") Roger Malina, ("FineArt Forum and F.A.S.T.: Experiments in Electronic Publishing in the Arts) Gil MinaMora, ("Hidden Bearers: An Exquisite Corpse Online") and Judy Malloy, ("Uncle Roger, an Online Narrabase").